# Anapausis foveolata
Anapausis foveolata är en tvåvingeart som beskrevs av Oswald Duda 1928. Anapausis foveolata ingår i släktet Anapausis och familjen dyngmyggor.
Artens utbredningsområde är Österrike. Inga underarter finns listade i Catalogue of Life.